# Кеху
Кеху (англ. kehu) — один из папуасских языков. Распространён в районах по течению реки Вапога на восточном побережье залива Чендравасих провинции Папуа в Индонезии. Численность носителей — около 200 человек (2007).
Место языка кеху в классификации папуасских языков остаётся не определённым. По мнению
Марка Донохью, кеху можно отнести к восточной группе семьи языков залива Гелвинк. Но из-за отсутствия достаточных сведений об этих языках подобную классификацию можно рассматривать только лишь как предположение. Определённо утверждать о языковой близости в рамках генетической общности восточного берега залива Гелвинк можно только для языков барапаси, тарунггаре (тунггаре) и баузи.
Согласно данным справочника Ethnologue, язык кеху находится под угрозой исчезновения. Несмотря на то, что язык используется в повседневном общении всеми поколениями представителей этнической общности кеху, включая младшее, численность говорящих постоянно сокращается.